# Grönland miniszterelnökeinek listája
Grönland miniszterelnöke az ország végrehajtó hatalmának feje, a grönlandi kormány vezetője. Sok esetben kormánya egyik tárcáját is vezeti, pl. Aleqa Hammond 2013–2014 között kormányzó miniszterelnök egyben külügyminiszter is volt.
Grönlandnak 1979. május 1. óta nyolc miniszterelnöke volt, ebből egyikük, Jonathan Motzfeld kétszer is volt miniszterelnök, nem egymás után.

## Miniszterelnökök listája
| Nº  | Kormányzás kezdete   | Kormányzás vége      | Kép | Neve (született–elhunyt)       | Politikai párt    |
| --- | -------------------- | -------------------- | --- | ------------------------------ | ----------------- |
| 1   | 1979. május 1.       | 1991. március 18.    |     | Jonathan Motzfeldt (1938–2010) | Siumut            |
| 2   | 1991. március 18.    | 1997. szeptember 19. |     | Lars Emil Johansen (1946– )    | Siumut            |
| (1) | 1997. szeptember 19. | 2002. december 14.   |     | Jonathan Motzfeldt (1938–2010) | Siumut            |
| 3   | 2002. december 14.   | 2009. június 12.     |     | Hans Enoksen (1956– )          | Siumut            |
| 4   | 2009. június 12.     | 2013. április 5.     |     | Kuupik Kleist (1958– )         | Inuit Ataqatigiit |
| 5   | 2013. április 5.     | 2014. szeptember 30. |     | Aleqa Hammond (1965– )         | Siumut            |
| 6   | 2014. szeptember 30. | 2021. április 23.    |     | Kim Kielsen (1966– )           | Siumut            |
| 7   | 2021. április 23.    | 2025. április 7.     |     | Múte Bourup Egede (1987– )     | Inuit Ataqatigiit |
| 8   | 2025. április 7.     | Hivatalban           |     | Jens-Frederik Nielsen (1991– ) | Demokraatit       |

## Statisztikák
- A leghosszabb ideig Jonathan Motzfeld kormányzott, 11 év 321 napig.
- A legrövidebb ideig Aleqa Hammond kormányzott, 1 év 5 hónap 25 napig.
- A hat kormányfő közül 5 Siumut párti volt, egyedül Kuupik Kleist volt az Inuit Ataqatigiit párt tagja.
- A hat kormányfőből még öt él, egyedül Jonathan Motzfeld hunyt el, 2010-ben.
- A beiktatásakor legfiatalabb miniszterelnök Jonathan Motzfeld, akit 1979-ben, alig 40 évesen iktattak be.
- A beiktatásakor legidősebb miniszterelnök Kuupik Kleist, aki 2009-es beiktatásakor betöltötte az 51. évét.
- Beiktatásakor csak két miniszterelnök töltötte be az 50. életévét, Kuupik Kleist és Lars Emil Johansen, aki beiktatásakor már az 51. életévében járt, de még nem töltötte azt be.

## Fordítás
Ez a szócikk részben vagy egészben  a   Prime Minister of Greenland című angol Wikipédia-szócikk fordításán alapul.  Az eredeti cikk szerkesztőit annak laptörténete sorolja fel. Ez a jelzés csupán a megfogalmazás eredetét és a szerzői jogokat jelzi, nem szolgál a cikkben szereplő információk forrásmegjelöléseként.